# Rosa Welt-Straus
Rosa Welt-Straus (14. srpna 1856 Černovice (Ukrajina) – 15. prosince 1938 Ženeva) byla první Rakušanka, která získala lékařský titul, a také první oční lékařka v Evropě. Byla veřejně činnou feministkou.

## Život
Vyrůstala se svými třemi sestrami Idou (1879–1950), Leonorou (1859–1944) a Sarou (1860–1943) jako dcera židovských rodičů. Kromě školní docházky ji učili především její otec Sinai Welt (1834–1882) a Karl Emil Franzos.
Lékařský titul získala v roce 1878 na univerzitě v Bernu. Poté, co ona a jedna z jejích sester přišly do Ameriky, pracovala jako oční chirurg v nemocnici v New Yorku. Provdala se za obchodníka Louise Strause a měla dceru Nellie Straus-Mochenson. V roce 1904 se jako členka americké delegace zúčastnila prvního kongresu International Woman Suffrage Alliance. Později na těchto shromážděních zastupovala Union of Hebrew Women for Equal Rights in Erez Israel.
V roce 1919 byla v Palestině vytvořena první celostátní ženská strana Union of Hebrew Women for Equal Rights in Erez Israel a její vůdkyní byla jmenována Welt-Strausová, která se v roce 1919 od Palestiny přistěhovala. V červenci 1920 odcestovala do Londýna, aby se zúčastnila shromáždění, na kterém byla založena Mezinárodní ženská sionistická organizace, a později téhož roku zastupovala Union of Hebrew Women for Equal Rights in Erez Israell na kongresu International Woman Suffrage Alliance v  Ženevě. Zastupovala International Woman Suffrage Alliance v mezinárodních výborech, účastnila se všech jejích kongresů.